# Максим Берниер
Максим Берниер (на английски: Maxime Bernier) е канадски юрист, бизнесмен и политик, бивш член на Консервативната партия и депутат в периода от 2006 до 2019 г., министър на кабинета в правителството на Стивън Харпър. Той е основател и председател на Народна партия на Канада (от 2018 г.).

## Биография
Максим Берниер е роден на 18 януари 1963 г. в град Сен Жорж, провинция Квебек, Канада. Роден е в семейството на Дорис и Жил Берние, баща му е бил известен радиоводещ и политик от Прогресивната консервативна партия на Канада.